# Bianca Maria Piccinino
Bianca Maria Piccinino (Trieste, 29 gennaio 1924) è una giornalista, conduttrice televisiva e autrice televisiva italiana.
È stata la prima donna a condurre un telegiornale italiano, quello del 17:00 sul Canale Nazionale.

## Biografia
Laureata in Biologia, entrò in Rai nel 1953 come autrice televisiva e presentatrice di programmi di divulgazione scientifica.
A metà degli anni cinquanta condusse assieme ad Angelo Lombardi e all'assistente Andalù la trasmissione televisiva L'amico degli animali.
Negli anni successivi divenne la responsabile dei servizi di moda, e nel 1976 condusse insieme ad Emilio Fede la prima edizione del TG1. Il 29 luglio 1981 seguì per Rai 1 la diretta del matrimonio del principe Carlo e di lady Diana.

Bianca Maria Piccinino con Angelo Lombardi e Andalù (1957)

Nonostante le richieste di un suo passaggio a Canale 5, rimase alla Rai anche dopo il suo pensionamento nel 1989, curando il settimanale televisivo Moda per alcuni anni.
Lasciata la Rai, ha continuato la sua attività come docente presso le Accademie di moda a Roma, tenendo nel contempo seminari per master di giovani stilisti. Ha scritto due libri, uno dei quali (Che mi metto, ed. Gremese) ha avuto particolare successo.
Successivamente ha insegnato "moda come costume" all'Accademia Koefia di Roma e scritto articoli per varie riviste.